# Széchenyi István tér
Széchenyi István tér ([ˈseːtʃeːɲi ˈiʃtvaːn teːr]), anciennement Roosevelt tér (jusqu'au 5 mai 2011), est une vaste place située dans le quartier de Belváros, dans le 5e arrondissement de Budapest. Bordée d'édifices élégants tels le Palais Gresham, le siège de l'Académie hongroise des sciences ou celui du Ministère de l'Intérieur (Hongrie), on y trouve également des constructions contemporaines tel l'Hôtel Sofitel de Budapest ou encore un immeuble de bureaux, forme rénovée de l'ancienne Maison aux épinards.
Avec une partie centrale arborée, peu accessible aux piétons, la place offre une perspective unique sur le Széchenyi Lánchíd et le quartier du Château de Buda. S'y arrêtent notamment la ligne  2 du tramway de Budapest.
En bord de Danube, la place est à la jonction entre Belváros et Lipótváros.